# 다비트 코브나츠키
다비트 이고르 코브나츠키(폴란드어: Dawid Igor Kownacki, 1997년 3월 14일~)는 폴란드의 축구 선수로, 현재 독일 2. 분데스리가의 헤르타 BSC에서 공격수로 뛰고 있다.